# Scherma ai Giochi della XVIII Olimpiade - Sciabola a squadre maschile
La competizione della sciabola a squadre maschile  di scherma ai Giochi della XVIII Olimpiade si tenne nei giorni 22 e 23 ottobre 1964 alla Università di Waseda a Tokyo.

## Prima fase
Quattro gruppi. Le prime due classificate, avanzano ai quarti di finale. 

### Gruppo A
Classifica
| Pos. | Nazione          | Vittorie | VI | SI | Incontri               | Incontri                    | Incontri            | Incontri |
| Pos. | Nazione          | Vittorie | VI | SI | Stati Uniti (bandiera) | Unione Sovietica (bandiera) | Giappone (bandiera) |          |
| ---- | ---------------- | -------- | -- | -- | ---------------------- | --------------------------- | ------------------- | -------- |
| 1    | Stati Uniti      | 1        | 12 | 4  | X                      | ND                          | 12-4                |          |
| 2    | Unione Sovietica | 1        | 9  | 2  | ND                     | X                           | 9-2                 |          |
| 3    | Giappone         | 0        | 6  | 21 | 4-12                   | 2-9                         | X                   |          |

Incontri
| Atleti (Vittorie individuali)                                                   | Nazione                     | VT | VT | Nazione             | Atleti (Vittorie individuali)                                                   |
| ------------------------------------------------------------------------------- | --------------------------- | -- | -- | ------------------- | ------------------------------------------------------------------------------- |
| Tom Orley (2), Eugene Hamori (3) Robert Blum (4), Alfonso Morales (3)           | Stati Uniti (bandiera)      | 12 | 4  | Giappone (bandiera) | Fujio Shimizu (1), Teruhiro Kitao (1) Seiji Shibata (1), Mitsuyuki Funamizu (1) |
| Boris Mel'nikov (3), Nugzar Asatiani (3) Jakov Ryl'skij (1), Jakov Ryl'skij (2) | Unione Sovietica (bandiera) | 9  | 2  | Giappone (bandiera) | Fujio Shimizu (1), Teruhiro Kitao (1) Seiji Shibata (0), Mitsuyuki Funamizu (0) |

### Gruppo B
Classifica
| Pos. | Nazione       | Vittorie | VI | SI | Incontri           | Incontri           | Incontri                 | Incontri             |
| Pos. | Nazione       | Vittorie | VI | SI | Francia (bandiera) | Romania (bandiera) | Gran Bretagna (bandiera) | Australia (bandiera) |
| ---- | ------------- | -------- | -- | -- | ------------------ | ------------------ | ------------------------ | -------------------- |
| 1    | Francia       | 2        | 23 | 4  | X                  | ND                 | 9-2                      | 14-2                 |
| 2    | Romania       | 2        | 19 | 9  | ND                 | X                  | 10-6                     | 9-3                  |
| 3    | Gran Bretagna | 0        | 8  | 19 | 2-9                | 6-10               | X                        | ND                   |
| 4    | Australia     | 0        | 5  | 23 | 2-14               | 3-9                | ND                       | X                    |

Incontri
| Atleti (Vittorie individuali)                                                | Nazione            | VT | VT | Nazione                  | Atleti (Vittorie individuali)                                                         |
| ---------------------------------------------------------------------------- | ------------------ | -- | -- | ------------------------ | ------------------------------------------------------------------------------------- |
| Attila Csipler (4), Octavian Vintila (2) Tănase Mureșanu (3), Ion Drîmbă (1) | Romania (bandiera) | 10 | 6  | Gran Bretagna (bandiera) | Richard Oldcorn (2), Bill Hoskyns (2) Sandy Leckie (1), Ralph Cooperman (1)           |
| Marcel Parent (4), Robert Fraisse (3) Jean Ramez (3), Jacques Lefevre (4)    | Francia (bandiera) | 14 | 2  | Australia (bandiera)     | Alexander Martonffy (1), Henry Sommerville (0) Les Tornallyay (0), Brian McCowage (1) |
| Attila Csipler (2), Octavian Vintila (2) Tănase Mureșanu (2), Ion Drîmbă (3) | Romania (bandiera) | 9  | 3  | Australia (bandiera)     | Alexander Martonffy (1), Les Tornallyay (0) Paul Rizzuto (2), Brian McCowage (0)      |
| Robert Fraisse (2), Jacques Lefevre (3) Marcel Parent (3), Jean Ramez (1)    | Francia (bandiera) | 9  | 2  | Gran Bretagna (bandiera) | Richard Oldcorn (0), Sandy Leckie (1) Ralph Cooperman (0), Michael Howard (1)         |

### Gruppo C
Classifica
| Pos. | Nazione   | Vittorie | VI | SI | Incontri          | Incontri            | Incontri             | Incontri |
| Pos. | Nazione   | Vittorie | VI | SI | Italia (bandiera) | Ungheria (bandiera) | Argentina (bandiera) |          |
| ---- | --------- | -------- | -- | -- | ----------------- | ------------------- | -------------------- | -------- |
| 1    | Italia    | 1        | 15 | 1  | X                 | ND                  | 15-1                 |          |
| 2    | Ungheria  | 1        | 9  | 2  | ND                | X                   | 9-2                  |          |
| 3    | Argentina | 0        | 3  | 24 | 1-15              | 2-9                 | X                    |          |

Incontri
| Atleti (Vittorie individuali)                                                             | Nazione             | VT | VT | Nazione              | Atleti (Vittorie individuali)                                                         |
| ----------------------------------------------------------------------------------------- | ------------------- | -- | -- | -------------------- | ------------------------------------------------------------------------------------- |
| Wladimiro Calarese (4), Cesare Salvadori (3) Giampaolo Calanchini (4), Mario Ravagnan (4) | Italia (bandiera)   | 15 | 1  | Argentina (bandiera) | Rafael González (0), Alberto Lanteri (1) Juan Carlos Frecia (0), Julian Velásquez (0) |
| Miklós Meszéna (1), Péter Bakonyi (3) Zoltán Horváth (2), Attila Kovács (3)               | Ungheria (bandiera) | 9  | 1  | Argentina (bandiera) | Rafael González (0), Alberto Lanteri (0) Juan Carlos Frecia (0), Julian Velásquez (1) |

### Gruppo D
Classifica
| Pos. | Nazione  | Vittorie | VI | SI | Incontri           | Incontri                             | Incontri        | Incontri |
| Pos. | Nazione  | Vittorie | VI | SI | Polonia (bandiera) | Squadra Unificata Tedesca (bandiera) | Iran (bandiera) |          |
| ---- | -------- | -------- | -- | -- | ------------------ | ------------------------------------ | --------------- | -------- |
| 1    | Polonia  | 1        | 16 | 0  | X                  | ND                                   | 16-0            |          |
| 2    | Germania | 1        | 9  | 3  | ND                 | X                                    | 9-3             |          |
| 3    | Iran     | 0        | 3  | 25 | 0-16               | 3-9                                  | X               |          |

Incontri
| Atleti (Vittorie individuali)                                                      | Nazione                              | VT | VT | Nazione         | Atleti (Vittorie individuali)                                                      |
| ---------------------------------------------------------------------------------- | ------------------------------------ | -- | -- | --------------- | ---------------------------------------------------------------------------------- |
| Wojciech Zabłocki (4), Ryszard Zub (4) Andrzej Piątkowski (4), Jerzy Pawłowski (4) | Polonia (bandiera)                   | 16 | 0  | Iran (bandiera) | Houshmand Almasi (0), Bizhan Zarnegar (0) Shahpour Zarnegar (0), Nasser Madani (0) |
| Walter Köstner (3), Dieter Wellmann (2) Jürgen Theuerkauff (1), Klaus Allisat (3)  | Squadra Unificata Tedesca (bandiera) | 9  | 3  | Iran (bandiera) | Houshmand Almasi (2), Bizhan Zarnegar (1) Shahpour Zarnegar (0), Nasser Madani (0) |

## Eliminazione diretta
|  | Quarti di finale | Quarti di finale | Quarti di finale |         |                  | Semifinali       | Semifinali | Semifinali |         |          | Finale   | Finale   | Finale |  |
|  |                  |                  |                  |         |                  |                  |            |            |         |          |          |          |        |  |
|  | Unione Sovietica | Unione Sovietica | 9                |         |                  |                  |            |            |         |          |          |          |        |  |
|  | Unione Sovietica | Unione Sovietica | 9                |         |                  |                  |            |            |         |          |          |          |        |  |
|  | Stati Uniti      | Stati Uniti      | 4                |         |                  |                  |            |            |         |          |          |          |        |  |
|  | Stati Uniti      | Stati Uniti      | 4                |         | Unione Sovietica | Unione Sovietica | 9          |            |         |          |          |          |        |  |
|  |                  |                  |                  |         | Unione Sovietica | Unione Sovietica | 9          |            |         |          |          |          |        |  |
|  |                  |                  | Polonia          | Polonia | 7                |                  |            |            |         |          |          |          |        |  |
|  | Polonia          | Polonia          | Polonia          | Polonia | 7                | 9                |            |            |         |          |          |          |        |  |
|  | Polonia          | Polonia          |                  |         |                  |                  |            |            |         |          |          |          |        |  |
|  | Germania         | Germania         | 6                |         |                  |                  |            |            |         |          |          |          |        |  |
|  | Germania         | Germania         | 6                |         | Unione Sovietica | Unione Sovietica | 9          |            |         |          |          |          |        |  |
|  |                  |                  |                  |         |                  |                  |            |            |         |          |          |          |        |  |
|  |                  |                  | Italia           | Italia  | 6                |                  |            |            |         |          |          |          |        |  |
|  | Italia           | Italia           | Italia           | Italia  | 6                | 9                |            |            |         |          |          |          |        |  |
|  | Italia           | Italia           |                  |         |                  | 9                |            |            |         |          |          |          |        |  |
|  | Ungheria         | Ungheria         | 0                |         |                  |                  |            |            |         |          |          |          |        |  |
|  | Ungheria         | Ungheria         | 0                |         | Italia           | Italia           | 8          |            |         | 3º posto | 3º posto | 3º posto |        |  |
|  |                  |                  |                  |         | Italia           | Italia           | 8          |            |         |          |          |          |        |  |
|  |                  |                  | Francia          | Francia | 7                |                  |            |            |         |          |          |          |        |  |
|  | Francia          | Francia          | Francia          | Francia | 7                | 8                |            |            | Polonia | Polonia  | 8 (60)   |          |        |  |
|  | Francia          | Francia          |                  |         |                  |                  |            |            | Polonia | Polonia  | 8 (60)   |          |        |  |
|  | Romania          | Romania          | 6                |         |                  | Francia          | Francia    | 8 (59)     |         |          |          |          |        |  |

|  | Semifinali 5º posto | Semifinali 5º posto | Semifinali 5º posto |          |          | Finale 5º posto | Finale 5º posto | Finale 5º posto |  |
|  |                     |                     |                     |          |          |                 |                 |                 |  |
|  | Stati Uniti         | Stati Uniti         | 5                   |          |          |                 |                 |                 |  |
|  | Stati Uniti         | Stati Uniti         | 5                   |          |          |                 |                 |                 |  |
|  | Germania            | Germania            | 9                   |          |          |                 |                 |                 |  |
|  | Germania            | Germania            | 9                   |          | Germania | Germania        | 3               |                 |  |
|  |                     |                     |                     |          | Germania | Germania        | 3               |                 |  |
|  |                     |                     | Ungheria            | Ungheria | 9        |                 |                 |                 |  |
|  | Ungheria            | Ungheria            | Ungheria            | Ungheria | 9        | 9               |                 |                 |  |
|  | Ungheria            | Ungheria            |                     |          |          |                 |                 |                 |  |
|  | Romania             | Romania             | 0                   |          |          |                 |                 |                 |  |

| Quarti di finale                                                                            |                  |             |                                                                                   |
| Squadra                                                                                     | Squadra          | Squadra     | Squadra                                                                           |
| Atleti (Vittorie individuali)                                                               | VT               | VT          | Atleti (Vittorie individuali)                                                     |
| Unione Sovietica                                                                            | Unione Sovietica | Stati Uniti | Stati Uniti                                                                       |
| Nugzar Asatiani (4), Umjar Mavlichanov (3) Mark Rakita (1), Jakov Ryl'skij (1)              | 9                | 4           | Alfonso Morales (2), Robert Blum (0) Eugene Hamori (1), Attila Keresztes (1)      |
| Polonia                                                                                     | Polonia          | Germania    | Germania                                                                          |
| Ryszard Zub (0), Wojciech Zabłocki (4) Emil Ochyra (4), Jerzy Pawłowski (1)                 | 9                | 6           | Walter Köstner (2), Dieter Wellmann (1) Klaus Allisat (2), Jürgen Theuerkauff (1) |
| Italia                                                                                      | Italia           | Ungheria    | Ungheria                                                                          |
| Wladimiro Calarese (1), Pierluigi Chicca (2) Cesare Salvadori (4), Giampaolo Calanchini (2) | 9                | 7           | Zoltán Horváth (1), Péter Bakonyi (3) Attila Kovács (2), Tibor Pézsa (1)          |
| Francia                                                                                     | Francia          | Romania     | Romania                                                                           |
| Jean Ramez (3), Claude Arabo (2) Marcel Parent (1), Jacques Lefevre (2)                     | 8                | 6           | Attila Csipler (0), Octavian Vintila (1) Tănase Mureșanu (2), Ion Drîmbă (3)      |

| Semifinali 5º posto                                                                         |                  |             |                                                                                    |
| Squadra                                                                                     | Squadra          | Squadra     | Squadra                                                                            |
| Atleti (Vittorie individuali)                                                               | VT               | VT          | Atleti (Vittorie individuali)                                                      |
| Germania                                                                                    | Germania         | Stati Uniti | Stati Uniti                                                                        |
| Walter Köstner (1), Klaus Allisat (4) Dieter Wellmann (2), Jürgen Theuerkauff (2)           | 9                | 5           | Alfonso Morales (0), Eugene Hamori (2) Tom Orley (2), Attila Keresztes (1)         |
| Ungheria                                                                                    | Ungheria         | Romania     | Romania                                                                            |
| Tibor Pézsa (2), Péter Bakonyi (3) Miklós Meszéna (2), Attila Kovács (2)                    | 9                | 0           | Attila Csipler (0), Octavian Vintila (0) Ion Drîmbă (0), Tănase Mureșanu (0)       |
| Semifinali                                                                                  |                  |             |                                                                                    |
| Unione Sovietica                                                                            | Unione Sovietica | Polonia     | Polonia                                                                            |
| Umjar Mavlichanov (4), Nugzar Asatiani (0) Jakov Ryl'skij (2), Mark Rakita (3)              | 9                | 7           | Jerzy Pawłowski (3), Wojciech Zabłocki (1) Andrzej Piątkowski (2), Emil Ochyra (1) |
| Italia                                                                                      | Italia           | Francia     | Francia                                                                            |
| Wladimiro Calarese (3), Pierluigi Chicca (1) Cesare Salvadori (2), Giampaolo Calanchini (2) | 8                | 7           | Jean Ramez (1), Claude Arabo (4) Marcel Parent (1), Jacques Lefevre (1)            |

| Finale 5º posto                                                                |                  |          |                                                                                             |
| Squadra                                                                        | Squadra          | Squadra  | Squadra                                                                                     |
| Atleti (Vittorie individuali)                                                  | VT               | VT       | Atleti (Vittorie individuali)                                                               |
| Ungheria                                                                       | Ungheria         | Germania | Germania                                                                                    |
| Péter Bakonyi (4), Zoltán Horváth (1) Miklós Meszéna (2), Attila Kovács (2)    | 9                | 3        | Dieter Wellmann (1), Jürgen Theuerkauff (0) Klaus Allisat (1), Walter Köstner (1)           |
| Finale 3º posto                                                                |                  |          |                                                                                             |
| Polonia                                                                        | Polonia          | Francia  | Francia                                                                                     |
| Andrzej Piątkowski (1), Ryszard Zub (1) Emil Ochyra (4), Jerzy Pawłowski (2)   | 8 (60)           | 8 (59)   | Claude Arabo (2), Marcel Parent (1) Jean Ramez (3), Jacques Lefevre (2)                     |
| Finale 1º posto                                                                |                  |          |                                                                                             |
| Unione Sovietica                                                               | Unione Sovietica | Italia   | Italia                                                                                      |
| Umjar Mavlichanov (1), Nugzar Asatiani (3) Jakov Ryl'skij (3), Mark Rakita (2) | 9                | 6        | Wladimiro Calarese (4), Cesare Salvadori (1) Giampaolo Calanchini (1), Pierluigi Chicca (0) |

## Podio
| Oro                                                                                           | Argento                                                                                         | Bronzo                                                                               |
| Unione Sovietica Nugzar Asatiani Umjar Mavlichanov Boris Mel'nikov Mark Rakita Jakov Ryl'skij | Italia Giampaolo Calanchini Wladimiro Calarese Pierluigi Chicca Mario Ravagnan Cesare Salvadori | Francia Emil Ochyra Jerzy Pawłowski Andrzej Piątkowski Wojciech Zabłocki Ryszard Zub |